# Тандоган, Аслы
Аслы́ Тандога́н (тур. Aslı Tandoğan; род. 2 апреля 1979, Анкара) — турецкая актриса и модель.

## Биография и карьера
Аслы родилась 2 апреля 1979 года в Анкаре. Окончила театральный факультет университета «Хаджитепе». Снималась в рекламе и работала моделью. В 2002 году Аслы впервые появилась на экране, сыграв в сериале «Моя роза». В 2005 году Аслы получила роль Дилан в сериале «Любовь и ненависть» с Берен Саат и Махсуном Кырмызыгюлем в главных ролях. В 2007 году сыграла вместе с Кенаном Имирзалыоглу в фильме «Честь». Широкую популярность Аслы принесла роль Ламии в сериале «Симфония любви». Далее последовали роли в фильмах: «Бехзат Ч: Анкара горит», «Береги меня», «С глаз долой», «Мелек и Серхат» и в сериалах: «Бехзат Ч. Серийные преступления в Анкаре», «Однажды в Османской империи. Смута», «Лейла и Меджнун»,«Ядовитый плющ», «Л Ю Б О В Ь». В сентябре 2016 года Аслы присоединилась к актёрскому составу 2 сезона сериала «Великолепный век: Империя Кёсем» в роли повзрослевшей Гевхерхан-султан, третьей дочери Ахмеда I и Кёсем-султан.

## Личная жизнь
19 июня 2013 года Аслы вышла замуж за финансиста Джахита Тана; 6 декабря 2014 года у супругов родился сын Атлас. 2 ноября 2018 года Аслы родила второго ребёнка, девочку назвали Арья.

## Фильмография
| Год       |   | Русское название                         | Оригинальное название            | Роль             |
| --------- | - | ---------------------------------------- | -------------------------------- | ---------------- |
| 2002      | с | Моя роза                                 | Gülüm Gül                        | Гюль             |
| 2003      | с | Чинара                                   | Çınaraltı                        | Гизем            |
| 2003      | с | Огнестрельное ранение                    | Kurşun Yarası                    | Лале             |
| 2004      | с | Большие надежды                          | Büyük Umutlar                    | Севинч           |
| 2005      | с | Любовь и ненависть                       | Aşka Sürgün                      | Дилан Шахвар     |
| 2006      | с | Ах, Стамбул                              | Ah İstanbul                      | Дениз            |
| 2006      | с | 29-30                                    | 29-30                            | Айсель           |
| 2007      | ф | Честь                                    | Kabadayı                         | Караджа          |
| 2007      | с | Диджле                                   | Dicle                            | Диджле           |
| 2007—2009 | с | Симфония любви                           | Dudaktan Kalbe                   | Ламия Йылмаз     |
| 2009—2010 | с | Большой базар                            | Kapalıçarşı                      | Дияр             |
| 2011      | с | Бехзат Ч. Серийные преступления в Анкаре | Behzat Ç. Bir Ankara Polisiyesi  | Илгын            |
| 2011      | с | Ядовитый плющ                            | Zehirli Sarmaşık                 | Якут             |
| 2012      | с | Однажды в Османской империи: Смута       | Bir Zamanlar Osmanlı             | Джансеза         |
| 2013      | с | Лейла и Меджнун                          | Leyla ile Mecnun                 | Эланор           |
| 2013—2014 | с | Л.Ю.Б.О.В.Ь.                             | A.Ş.K.                           | Шебнем           |
| 2013      | ф | Бехзат Ч. Анкара горит                   | Behzat Ç. Ankara Yanıyor         | Илгын            |
| 2014      | ф | Береги меня                              | Kendime İyi Bak                  | Бегюм            |
| 2015      | ф | С глаз долой                             | Git Başımdan                     | Селин            |
| 2016      | ф | Мелек и Серхат                           | Melek ile Serhat                 | Мелек            |
| 2016—2017 | с | Великолепный век. Империя Кёсем          | Muhteşem Yüzyıl Kösem            | Гевхерхан-султан |
| 2017      | ф | Мужчины тоже плачут                      | Оригинальное название неизвестно | Лильян           |
| 2018      | с | Враг в моем доме                         | Yüvamdaki düşman                 | Ясемин Чифтханлы |